# FlixBus
FlixBus is het handelsmerk voor de intercitybussen van het Duitse holdingsbedrijf Flix, dat voornamelijk in West-Europa en Noord-Amerika actief is. In 2015 vervoerde FlixBus nog 20 miljoen passagiers, in 2018 was dit gestegen tot 95 miljoen passagiers. Het bedrijf 'Flix SE', toen nog 'Flix Mobility' heeft in 2018 een dochtertreinbedrijf FlixTrain in Duitsland opgericht.

## Geschiedenis
FlixBus werd in 2011 in München opgericht door Jochen Engert, Daniel Krauss en André Schwämmlein. Na de liberalisering van het langeafstandsvervoer die zorgde voor beëindiging van het monopolie van de Deutsche Bahn in Duitsland werd in februari 2013 begonnen met vier langeafstandsbuslijnen.
Begin 2015 fuseerde Flixbus met het busbedrijf ‘MeinFernbus’. In mei 2015 kondigde het bedrijf de start aan van een landelijk busnetwerk in Frankrijk. Ook kwamen er dagelijkse grensoverschrijdende lijnen vanuit België. In juli 2015 begon dochteronderneming 'FlixBus Italia' met de opbouw van een netwerk in Italië. Vanaf november 2015 begon de nieuwe Nederlandse dochteronderneming 'FlixBus B.V.' met het voorbereiden van een landelijk lijnennet aldaar. In 2018 stak FlixBus de oceaan over naar de Verenigde Staten.
In mei 2016 werd de internationale holding maatschappij FlixMobility gecreëerd en vanaf dan wordt het busvervoer in de DACH (Duitsland, Oostenrijk en Zwitserland) gerund door door de dochtermaatschappij FlixBus DACH. In Nederland, Frankrijk, Italië en Centraal- en Oost-Europa werden dochtermaatschappijen opgericht. Voor de busactiviteiten wordt de merknaam FlixBus gehandhaafd.
Het spoorvervoer wordt uitgevoerd door de nieuwe dochtermaatschappij Flixtrain. In maart 2018 werd FlixTrain opgestart in Duitsland. Deze Hamburg-Köln-Express-treindienst is overgenomen van de vorige eigenaar Hamburg-Köln-Express GmbH en geëxploiteerd door BahnTouristikExpress onder de 'Flixtrain'-vlag. Ook de Locomore-verbinding Berlijn – Hannover – Stuttgart rijdt vanaf april 2018 onder de 'Flixtrain'-vlag.
Op 2 mei 2019 werd bekend dat FlixBus Eurolines heeft overgenomen.

## Bedrijfsmodel

Bestemmingen van Flixbus

FlixBus is een internationaal mobiliteitsplatform dat samenwerkt met ongeveer 200 regionale busbedrijven in heel Europa en rond enkele Amerikaanse grootsteden. Deze lokale buspartners zijn verantwoordelijk voor de dagelijkse exploitatie van de routes, terwijl FlixBus voor de officiële vergunningen zorgt die nodig zijn om op een internationaal langeafstandsnetwerk te opereren. Het FlixBus-bedrijf zorgt voor netwerkplanning, marketing, kwaliteitsmanagement en de klantenservice. Dit bedrijfsmodel heeft een snelle internationale groei mogelijk gemaakt. De treindiensten van Flixtrain worden geïntegreerd met de busdiensten.

## Service en duurzaamheid
Het bedrijf maakt reclame met de duurzaamheid van zijn langeafstandsbussen, de gunstige prijzen en gratis Wi-Fi aan boord. Reizigers kunnen bij boeking de individuele CO2-uitstoot die hun reis veroorzaakt vrijwillig compenseren. Het compensatiebedrag ligt tussen 1-3% van de ticketprijs en gaat naar internationaal gecertificeerde klimaatprojecten.

## Busnetwerk in Nederland en België
FlixBus is in november 2014 met grensoverschrijdende verbindingen vanuit Nederland gestart. De bussen rijden naar 15 bestemmingen in Nederland en België. De steden Amsterdam en Brussel zijn door busdiensten overdag en 's nachts met Duitsland en Frankrijk verbonden.
Verder doet FlixBus een of meerdere keren per dag de Nederlandse steden Arnhem, Breda, Den Haag, Enschede, Groningen, Hengelo, Maastricht, Rotterdam en Utrecht aan. Eind oktober 2015 startte de aanbieder met een buslijn vanuit Nijmegen en Eindhoven naar Antwerpen. Sinds december 2015 rijdt FlixBus ook op vijf binnenlandse trajecten. Dit zijn trajecten waarop geen directe treinverbinding aanwezig is en FlixBus naar eigen zeggen een sneller alternatief voor de trein kan bieden. De lijn 's Hertogenbosch - Rotterdam stopte echter begin 2016 en de verbindingen tussen Nederlandse steden bleven voornamelijk voortbestaan voor zover ze onderdeel zijn van een lijn naar het buitenland.